# IQiyi
IQIYI (chinesisch 愛奇藝 / 爱奇艺, Pinyin Àiqíyì, vormals Qiyi 奇藝 / 奇艺,  Qíyì), ist ein Video-on-Demand-Anbieter mit Sitz in Peking, China, der am 22. April 2010 gegründet wurde.
IQiyi ist derzeit eine der größten Video-Websites in China. Weltweit werden fast 6 Milliarden Stunden pro Monat für den Service und über 500 Millionen aktive Benutzer pro Monat gezählt. Beim Börsengang am 29. März 2018 in den USA, nahm das Unternehmen 2,25 Milliarden US-Dollar ein.

## Geschichte
Qiyi wurde am 22. April 2010 von Baidu, Chinas größter Online-Suchmaschine, und Providence Equity Partners gegründet und änderte seinen Namen im November 2011 in iQiyi. Am 2. November 2011 erwarb iQiyi von Paramount die Online-Lizenz für Transformers: Dark of the Moon auf dem chinesischen Festland. Am 2. November 2012 übernahm Baidu die Beteiligung von Providence und erwarb die Website zu 100 %. Am 7. Mai 2013 erwarb Baidu das Online-Video-Geschäft von PPStream Inc. für 370 Millionen US-Dollar, die zu einer Tochtergesellschaft von iQiyi wurde. Am 17. Juli 2014 startete der Standort seine Filmproduktionsabteilung, iQiyi Motion Pictures, um bestehende Kooperationsprojekte mit ausländischen Produktionsgesellschaften auszubauen, einschließlich Koproduktion von Filmen. Am 4. September kooperierte iQiyi mit den Filmfestspielen von Venedig und strahlte die Filme des Festivals online aus. Im August 2014 erzielte iQiyi auf seiner Website über 6,95 Milliarden Stunden Ansichtsdauer. Im Oktober nahm iQiyi am Busan International Film Festival teil und unterzeichnete Exklusivrechte für fast 100 südkoreanische Titel. Am 19. November 2014 investierten Xiaomi und Shunwei Capital 300 Millionen US-Dollar in iQiyi für etwa 10 bis 15 Prozent des Kapitals, während Baidu weitere 100 Millionen US-Dollar investierte und etwa 80 Prozent hielt.
Am 8. Dezember 2014 sagte Ma Dong, Chief Content Officer von iQiyi, dass das Portal die ursprüngliche Produktion 2015 mit mindestens 30 Titeln und 500 Episoden im Vergleich zu 13 im Jahr 2014 mehr als verdoppeln wollte. Im Jahr 2015 erwarb iQiyi die Online-Rechte von acht Top-Unterhaltungsshows auf dem chinesischen Festland sowie mehrere Unterhaltungsshows in Taiwan und Südkorea, darunter Hurry Up, Brother. Im März 2016 kündigte das Unternehmen an, dass es in Taiwan starten wird. Im Juni 2016 wurden 20 Millionen Abonnenten angegeben.
Am 25. April 2017 gab Netflix bekannt, dass es einen Lizenzvertrag mit iQiyi abgeschlossen hat, wonach einige Original-Produktionen von Netflix am iQiyi day-and-date mit ihrer Premiere an anderer Stelle erhältlich sein werden.
Im November 2018 gab iQiyi bekannt, dass man aufgrund gestiegener Content-Kosten neues Kapital benötige und eine Wandelanleihe über 500 Mio. USD begeben werde. Der Erlös aus dem Angebot wird in Content- und Technologieinvestitionen sowie in Capped-Call-Transaktionen fließen, um die potenzielle Verwässerung für die Anteilseigner bei der Umwandlung zu reduzieren.

## Rezeption
Laut iResearch, einem viel zitierten Industrieforschungsunternehmen aus Drittanbietern, hatten iQiyi und PPS ab Oktober 2014 insgesamt 202,18 Millionen mobile Zuschauer, die 600,62 Millionen Stunden lang Inhalte auf diesen Plattformen sahen, wobei die Zahl der mobilen Videos insgesamt 308,17 Millionen mobile Zuschauer betrug, die auf diesen Plattformen insgesamt 1176,44 Millionen Stunden Inhalte sahen. Die Gesamtvideoaufrufe erreichten 500 Millionen. Jeder Zuschauer verfolgte den Inhalt im Oktober durchschnittlich 229,05 Minuten lang. Mitte 2015 hatte die Website 5 Millionen Abonnenten, Ende 2015 / Anfang 2016 waren es über 10 Millionen und bis Juni 2016 waren es 20 Millionen.
iQiyi kaufte exklusive chinesische Rechte an der erfolgreichen südkoreanischen Dramaserie My Love from the Star, die bisher 2,7 Milliarden Mal angesehen wurde.
2014 hat iQiyi das Drama Mysterious Summer gemeinsam mit dem japanischen Fernsehsender Fuji TV produziert und vertrieben. Es war die erste dramatische Koproduktion zwischen China und Japan und wurde seit Oktober 2014 mehr als 60 Millionen Mal angesehen.